# Prospheres
Prospheres es un género de escarabajos barrenadores metálicos del orden Coleoptera.

## Especies
- Prospheres alternecostata Levey, 1978
- Prospheres aurantiopicta (Laporte & Gory, 1837)
- Prospheres chrysocoma Fauvel, 1891
- Prospheres norfolkensis Levey, 1978